# Perry (Oklahoma)
Perry es una ciudad ubicada en el condado de Noble en el estado estadounidense de Oklahoma. En el año 2010 tenía una población de 		5126 habitantes y una densidad poblacional de 	289,6  personas por km².

## Geografía
Perry se encuentra ubicada en las coordenadas 36°17′29″N 97°17′28″O / 36.29139, -97.29111 (36.291424, -97.291144).

## Demografía
Según la Oficina del Censo en 2000 los ingresos medios por hogar en la localidad eran de $30,653 y los ingresos medios por familia eran $37,731. Los hombres tenían unos ingresos medios de $30,485 frente a los $22,039 para las mujeres. La renta per cápita para la localidad era de $16,924. Alrededor del 14.0% de la población estaban por debajo del umbral de pobreza.